# Sigfrid Lundberg
Sigfrid Lundberg (n. 15 februarie 1895, Q10500089⁠(d), Uppsala län, Suedia – d. 19 mai 1979, Uppsala, Uppsala län, Suedia) a fost un ciclist suedez, medaliat olimpic. A participat la o ediție a Jocurilor Olimpice (1920) în care a câștigat o medalie de argint.

## Participări
Lista de mai jos prezintă principalele competiții la care a participat Sigfrid Lundberg de-a lungul carierei.
- cyclisme aux Jeux olympiques d'été de 1920 – course sur route par équipe hommes[*]